# ロータリーバルブ

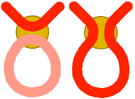
2ポジション式ロータリーバルブの空気の流れの概念図

ロータリーバルブとは、回転することによって流体の流量を制御する弁装置である。
一般的な水道の水栓は最も簡単な形式のロータリーバルブであり、グローエンジンや一部の気化器、や油圧装置や化学プラントやビュレット等の実験器具、ガス器具等に使用される。単純な機構で故障も少ない。圧力の変動にかかわらず少ない力で作動する。構造はディスク状の物やコニカル（円錐状）の物等がある。
他にも下記のような用途でロータリーバルブは使用されている。

## 金管楽器における利用

ダブルフレンチホルンのロータリーバルブ

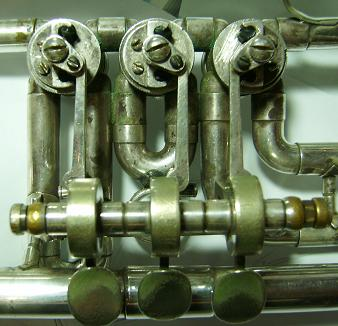
金管楽器のロータリーバルブ

金管楽器においては、ロータリーバルブはホルン、トランペット、トロンボーン、フリューゲルホルン、チューバなどで用いられてきた。現在でもフレンチホルンでは、切り替え管や上昇管まで含めると最大5個のバルブを左手のみの操作でレイアウトする都合上、コンパクトなロータリー式が大半を占める。また、チューバでもF調のものは右手操作に4個、左手操作に1〜3個と多数のバルブを要する為、ロータリーバルブが多く採用されている。
一方小型でバルブ数も最大4個に収まるトランペットやフリューゲルホルンでは、軽量シンプルでレスポンスに優れるピストンバルブの方が多数派となっているが、ヨーロッパの奏者の間ではロータリーバルブ式を好んで使用する者も多いといわれる。ドイツやチェコのメーカーではユーフォニアム、バリトンにもロータリー式のモデルをラインナップしている。なお、トロンボーンのF管アタッチメント、同じくバストロンボーンのF/D管バルブには構造上専らロータリー式が使用される。
金管楽器におけるロータリーバルブは、Joseph Riedlinによって1832年に最初に利用された。

## 産業分野における利用
産業分野においては、エアロックにてチャンバー内に試料を出し入れする際の入り口に使用されている。
また、蒸気機関の蒸気及び排気弁をコントロールするバルブや、平炉において定期的に炉内に燃料及び空気を交互に送り込むバルブとしても使用されている。
Coates' International Ltdは内燃機関に利用されているポペットバルブを置き換える目的で、球状のロータリーバルブを採用したエンジンを開発している。この球状ロータリーバルブエンジンには従来のポペットバルブ式エンジンに比べ多くの利点があるとされており、かなり高い圧縮比を取る事が出来るという。

## クロマトグラフィーでの利用
液体もしくはガスクロマトグラフィーの試料を注入をコントロールする弁として利用される。クロマトグラフィーでは通常6ポート2ポジション式のロータリーバルブが用いられる。

## 内燃機関

### 2ストローク機関における利用
2ストローク機関の吸気デバイスにロータリーバルブを用いるものが存在し、大きく分けてクランクウェブロータリーバルブ式と、ロータリーディスクバルブ式の2つに分類出来る。

#### クランクウェブロータリーバルブ式
クランクシャフトにあるクランクウェブの一部を切り欠いて吸気弁とする方式である。吸入方向はクランクケースリードバルブ式同様、クランク軸放射（ラジアル）方向である。グローエンジンに用いられる。
この方式の利点は
- コンロッド大端部へ混合燃料が直接接触するため、潤滑油混合比を薄くすることが可能である（50：1）
- 開閉タイミングを任意に設定することが可能で、慣性による過充填が一番期待できる。

欠点は
- 回転バランスを取ろうとすると一次圧縮比が低下してしまうことで、逆に一次圧縮比を維持しようとすると回転アンバランスで機関の振動が増えてしまう。

以下にクランクウェブロータリーバルブの代表的な採用車種を挙げる。
- ピアジオ
  - ピアジオ・ベスパ125系（1957年～1978年）
  - ベスパ150系（1960年～1975年）
  - ベスパ90系（1963年～1999年）
  - ベスパ180ラリー系（1966年～1977年）
  - ベスパP系（1976年～）ベスパPK系（1979年～1998年）
- 富士重工業
  - ラビットスクーター

#### ロータリーディスクバルブ式
専用の円盤弁を用いて吸気弁とする方式である。吸入方向はクランク軸同軸（アキシアル）方向である。
この方式の利点は
- 開閉タイミングを任意に設定することが可能で、慣性による過充填が一番期待できる。

欠点は
- キャブレターをクランクシャフトと同軸方向にセットしなければ吸気経路が延びてしまう。
- 同軸方向にキャブレターをセットするとキャブレターがエンジンより横へ飛び出てしまうため、キャブレターの設置場所に難が生じる場合がある。
- クランクケース横にキャブレターがくるためシリンダーを横には2つしか並べられない。そのため4気筒車では構造の複雑なスクエア4もしくはその変形の2軸V4にせざるを得ない

以下にロータリーディスクバルブの代表的な採用車種を挙げる。
- ヤマハ発動機
  - ヤマハ・メイト(1965～1970年、以後はケースリードバルブ式)
  - YB50/90/125/-1
- スズキ
  - RG400/500Γ
  - k125
- 川崎重工業
  - KV75
  - KM90
  - AR125(リードバルブ併用)
  - KE125
  - A1/A7
  - KR250

### スリーブバルブ
スリーブバルブ方式は大別すると、円筒状のスリーブを直線的に往復させるか、回転させるかで分けられるが、後者をロータリーバルブと言うことがある。